# البديعة (الخرج)
البديعة، قرية من قرى محافظة الخرج، والتابعة لمنطقة الرياض في السعودية. وتبعد البديعة عن محافظة الخرج بمسافة تقارب 5 كم وتحدها من الشمال قصور ال مقبل ومن الشرق القرينيه والرياض.